# Mabahith

Siegel der Mabahith

Die Mabahith al-Amma (arabisch المباحث العامة, DMG al-Mabāḥiṯ al-ʿĀmma) ist der Inlandsnachrichtendienst im Königreich Saudi-Arabien und beschäftigt sich mit der inneren Sicherheit und Spionageabwehr. Die seit 1924 bestehende Behörde ist dem Innenministerium nachgeordnet. Genaue Angaben zu Budget, Mitarbeiter und Struktur sind nicht öffentlich. Die Mabahith arbeitet eng mit dem Special Criminal Court zusammen.
Von Menschenrechtsaktivisten und -organisationen wird sie immer wieder mit willkürlichen und rechtswidrigen Verhaftungen in Verbindung gebracht. Teilweise werden die Gefangenen ohne Kontakt zur Außenwelt und anwaltlichen Beistand festgehalten. Die Mabahith operiert getrennt von der regulären Polizei, ist dieser gegenüber aber im Zweifelsfall weisungsbefugt.
Sie unterhält das Ulaysha-Gefängnis in Riad und das al-Ha'ir-Gefängnis 25 Kilometer außerhalb von Riad. Festgehalten werden dort offiziell nur Terroristen, insbesondere Mitglieder der al-Qaida. Menschenrechtsaktivisten zufolge werden dort jedoch Regimegegner, Demonstranten und teilweise Journalisten festgehalten, oft ohne Anklagegrund. Laut Medienberichten soll die Behörde seit dem Beginn des Anti-Terror-Programms im Jahre 2003 bis 2009 mehr als 9.000 Menschen unbegrenzt in Haft festgehalten haben. Die Vorwürfe lauten weiter: Umerziehungsmaßnahmen für Terroristen, mangelhafte Gerichtsverfahren, insbesondere intransparente und geheime Verfahren vor dem Special Criminal Court.
In Saudi-Arabien ist die Haftdauer vor Beginn eines Verfahrens gesetzlich auf sechs Monate beschränkt. Einige Familien haben gegen die Inhaftierung ihrer Angehörigen vor dem saudischen Verwaltungsgericht geklagt. Medienberichte schildern jedoch, dass das Innenministerium, dem der Geheimdienst Mabahith untersteht, die Gerichtsurteile ignoriert hat, die die Freilassung von Gefangenen nach Ablauf der gesetzlich zulässigen Haftdauer verfügten. Der Mabahith handle, als stünde er über dem Gesetz; weiter lautet die Kritik, die Befugnisse der Mabahith überstiegen die der regulären Polizei um ein weites und umfassten teilweise das Ignorieren von Gerichtsurteilen, die explizit die Rechtswidrigkeit der Handlungen der Behörde und die Freilassung von Gefangenen betreffen.
Im Februar 2013 kam es in Buraida zu einem Protest von Frauen gegen die Mahabith. Diese forderten die Freilassung ihrer zum Teil schon seit Jahren ohne Anklage inhaftierten Ehemänner in den Gefängnissen der Mabahith. Bei den Inhaftierten handelt es sich zumeist um „Dschihadisten (Islamischer Kämpfer)“. Der Innenminister wirft ihnen Handlungen gegen die Regierung vor.